# Wilhelm von Lermann

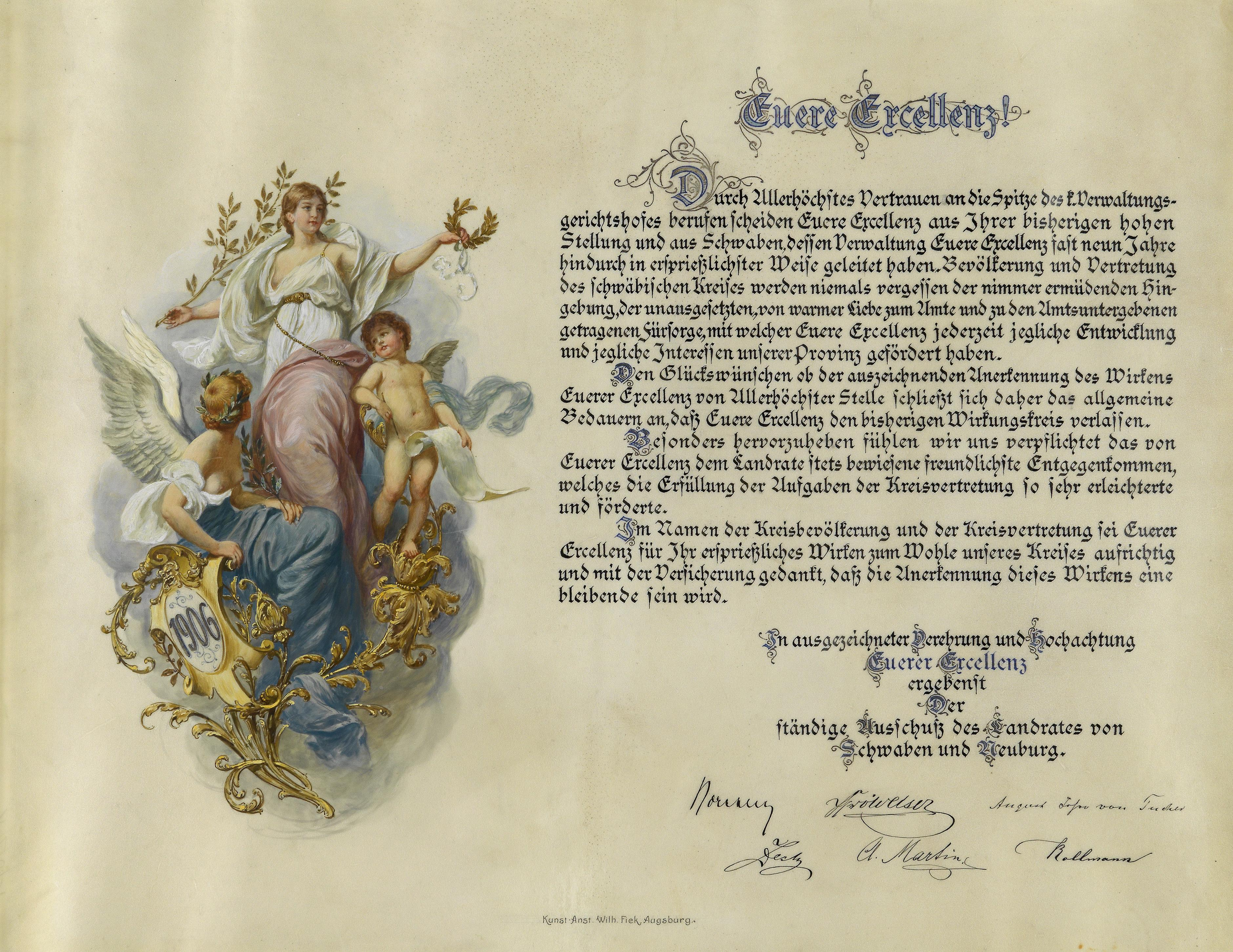
Glückwunschadresse des Ausschusses des Landrats von Schwaben und Neuburg anlässlich der Berufung Lermanns an die Spitze des Verwaltungsgerichtshofes.

Wilhelm Lermann, seit 1898 Ritter von Lermann (* 25. September 1846 in Arnstein (Unterfranken); † 1. Mai 1917 in München) war ein deutscher Jurist.

## Werdegang
Er wurde als Sohn des königlich-bayerischen Baumeisters Joseph Ferdinand Lermann und dessen Ehefrau Amalia Margaretha geboren.  Von 1865 bis 1868 studierte er Rechtswissenschaften in München. Während seines Studiums wurde er im Wintersemester 1865/66 Mitglied der Burschenschaft Algovia. Dem Eintritt in den Staatsdienst schloss sich eine praktische Ausbildung in Kronach und München an. 1874 kam Lermann als Bezirksamtsassessor nach Kaiserslautern. Weitere Berufsstationen waren Ansbach, Fürth und 1884 die Regierung von Unterfranken in Würzburg, München, sowie Bayreuth. Am 9. Oktober 1897 wurde er zum Regierungspräsidenten von Schwaben und Neuburg ernannt.
1898 verlieh ihm Prinzregent Luitpold von Bayern das Ritterkreuz des Verdienstordens der Bayerischen Krone. Mit der Verleihung war die Erhebung in den persönlichen Adelsstand verbunden und er durfte sich nach der Eintragung in die Adelsmatrikel „Ritter von Lermann“ nennen. 1911 erhielt er das Großkomtur zu diesem Orden.
Vom 1. Juni 1906 bis zum Eintritt in den Ruhestand am 30. September 1912 war er Präsident des Bayerischen Verwaltungsgerichtshofes.